# Nguyen Van Viet
Nguyen Van Viet (Nam Dinh, 1952) è un artista marziale vietnamita, 9º Dang di Viet Vo Dao, direttore tecnico nazionale della regione Lazio e presidente del Consiglio dei Maestri.

## Storia
Inizia da giovane la pratica delle Arti marziali e ad 11 anni viene affidato alle cure del M. Nguyen Van Land, conseguendo il grado di cintura nera all'età di 15 anni.
Giunge in Italia nel 1971 dove inizia ad insegnare il Viet Vo Dao dal 1975.

## Qualifiche
Il Maestro Viet è laureato in medicina e specializzato in agopuntura.

## Curiosità
Secondo la tradizione, ha ricevuto un nuovo nome dal Maestro Phung Hoang, che lo ha legato sia alla mitologica figura del drago, sia alla cosmologia dei Bat Quai, poiché gli ha imposto il nome di Kham Long. Il termine "Long" significa "Drago", mentre il termine "Kham" indica il "Figlio Mezzano" dei Bat Quai.
| Controllo di autorità | VIAF (EN) 8029009 · LCCN (EN) n96022798 |